# 港区歌
『港区歌』（みなとくか）は、東京都港区の特別区歌である。歌詞は港区選定で、制定時の作曲は山田耕筰。1997年（平成9年）以降は、山本直純が歌詞の補作と編曲を行った改訂版が演奏されている。

## 解説
1947年（昭和22年）に赤坂区、芝区、麻布区の3区合併により港区が成立した2年後の1949年（昭和24年）に開催された「港区建設祭」の記念事業として区章のデザインと区歌の歌詞を一般公募し、同年7月30日付の港区告示第102号で制定された。歌詞は「港区選定」の団体名義で、作曲者の山田耕筰は、港区歌の後に「千代田区歌」と「大田区歌」を手掛けている。
23特別区の区歌としては新宿区が制定した「大新宿区の歌」に続く2番目のもので、制定意義は「港区が東京の中心地区であり、また経済文化の中心でもあり、東京港の主要部を占め風光明媚、名所旧蹟に富んだ平和の楽土で再建日本の主軸であることを表現したものである」とされる。
区では「区主催の各種行事（新年あいさつ交歓会、成人式、区功労者表彰等）や、区立学校における各種式典等で歌われている」としている。
港区に関連する区歌以外の楽曲としては、1974年（昭和49年）に作成された区民音頭「東京みなと音頭」が存在する。

### 改訂版
区制50周年となる1997年（平成9年）には「区民の皆さんにより親しんでいただける」ことを目的として、山本直純が歌詞の補作と編曲を行った改訂版の区歌が3月10日付で告示された。